# Diego Alonso
Diego Martín Alonso López (Montevideo, 1975. április 16. –) uruguayi válogatott labdarúgó, edző. Unokatestvére Iván Alonso szintén labdarúgó.

## Pályafutása

### Klubcsapatokban
A Bella Vista csapatánál lett profi játékos és 1997-ben a másodosztályt megnyerte csapatával. Az 1999–2000-es szezonban a Gimnasia La Plata csapatát erősítette. 2000-ben a spanyol Valencia csapatába igazolt, majd egy szezont követően kölcsönbe került az Atlético Madridhoz, ahol megnyerték a másodosztályt, valamint ő maga gólkirály lett. Egy-egy szezont megfordult a Racing Santander, a Málaga, az UNAM és a Real Murcia együtteseiben.
2006-ban visszatért hazájába és csatlakozott a Nacional csapatához, majd nem sokkal később rövid ideig a kínai Sanghaj Senhua csapatánál is megfordult. Pályafutása végén megfordult újra a Gimnasia La Platánál, majd a Peñaroltól vonult vissza.

### A válogatottban
1999. június 17-én debütált a válogatottban Paraguay elleni barátságos mérkőzésen a Ciudad del Este stadionban. Pályára lépett az 1999-es Copa Américán, ahol ezüstérmesek lettek, miután a döntőben kikaptak Brazíliától.

### Menedzserként
2011-ben az elvesztett Copa Libertadores-döntőjét követően bejelentette, hogy visszavonul és edzőként folytatja és nevelő klubjánál a Bella Vistánál vállalt munkát. Ezt követően a Club Guaraní, a Peñarol és a Club Olimpia edzője volt. 2014 decemberében a mexikói Pachuca edzője lett, amellyel megnyerte a bajnokságot és a CONCACAF-bajnokok ligáját. 2018. május 4-én távozott a klubtól. Június 2-án a Monterrey-nél folytatta és 2019-ben megnyerte a klubbal a CONCACAF-bajnokok ligáját. Ő lett az első menedzser aki két klubbal is megnyerte a sorozatot. 2019. december 30-án jelentették be, hogy ő lesz az újonc amerikai Inter Miami első vezetőedzője. 2021. január 7-én közös megegyezéssel távozott. December 14-én nevezték ki az Uruguayi labdarúgó-válogatott szövetségi kapitányának. A 2022-es labdarúgó-világbajnokság-selejtezőjén sikeresen kvalifikálta a válogatottat a 2022-es labdarúgó-világbajnokságra. 2022 decemberében lemondott, miután nem sikerült a világbajnokság csoportköréből tovább jutniuk.

## Sikerei, díjai

### Játékosként

#### Klub
- Bella Vista
  - Uruguayi Segunda División: 1997

- Atlético Madrid
  - Segunda División: 2001–02

- UNAM
  - Liga MX: Apertura 2004
  - Mexikói szuperkupa: 2004

- Sanghaj Senhua
  - A3 Champions Cup: 2007

- Peñarol
  - Uruguayi Primera División: 2009–10

#### Egyéni
- Pichichi-trófea – Segunda División: 2001–02

### Menedzserként
- Pachuca
  - Liga MX: Clausura 2016
  - CONCACAF-bajnokok ligája: 2016–17

- Monterrey
  - CONCACAF-bajnokok ligája: 2019